# Tear in My Heart
" Tear in My Heart " - це пісня, написана та записана американським музичним дуетом Twenty One Pilots для їх четвертого студійного альбому Blurryface . Пісня вийшла як сингл 6 квітня 2015 року  а на радіо - 14 квітня того ж року. 

## Історія
"Tear in My Heart" - це ода, присвячена коханій людині, натхненням для якої є дружина Тайлера Джозефа - Дженна. Так як це  безтурботна пісня про кохання, "Tear in My Heart" знаходить Джозефа в романтичній прозі, коли він пише для своєї дружини Дженни. Зокрема, його міст базувався на особистому досвіді Джозефа, який довгими годинами їхав назад до Коламбуса, штат Огайо, з сімейної відпустки, коли його майбутня дружина Дженна спала. "Tear In My Heart" розповідає про те, як дружина Джозефа вивела його з стану спокою.  Говорячи про кохання, то це допомагає  від хвороби, яка була в більшій  частині Blurryface

## Композиція твору
"Tear in My Heart" - це поп- пісня, яка триває три хвилини і вісім секунд. Трек має пишні, літні звуки, які заглиблюються в інді-поп, який рухається блискучими рок- інструментами на піаніно.     Згідно  з нотами, опублікованими в Musicnotes.com на Alfred Music, пісню написано в тактовий від загального часу, з в міру швидким темпом 120 ударів в хвилину .  "Tear in My Heart" складено в тоні ре мажор, тоді як вокальний діапазон Тайлера Джозефа охоплює одну октаву та п’ять нот, від низького F 4 до високого D 6 .  Пісня має основну послідовність D – F ♯ –G у вступі та віршах, чергується між акордами A 7 та A під час її попереднього приспіву, слідує за G (add9) –A – Bm – A / C ♯ –D –А у рефрені і має один акорд ре мажор під час мосту як його акордну прогресію . 
Музична композиція будується з фортепіано і транс клавішних і включає в себе розбивку, що складається з клацання пальцями . Початок пісні  починається з мотивів фортепіано. Пісня відрізняється оптимістичною атмосферою, на якій звучать веселі акорди фортепіанно та синтезовані мелодії, що переплітаються дивовижному приспіві.  Під час його заспіву повсюдно грає  одноакордний остинато у ре мінорі з відчуттям підесення . 
За текстом "Tear in My Heart" - це піднесена пісня про любов, яка виражає шалені, щирі рядки.   Грайлива пісня містить іронічний текст  і прикрашена плавучим післяприспівом: "Моє серце - це моя броня / вона в моєму серці сльоза / вона різьбяр".  Поетична лірика Джозефа змушує його чесно сповідувати велике кохання через відверто графічні образи: "Вона різьбяр / вона м'ясник із посмішкою".    Під час другого куплету, в хвилюючий момент, він співає: "Пісні на радіо - це нормально, але мій смак у музиці - це твоє обличчя".   Біля заспіву в пісні Джозеф співає про водіння, намагаючись уникнути пробудження супутника, який спить у своїй машині, вдарившись у вибоїни.  Він співає приємні рядки про те, щоб їздити з нею: "Ти заснула в моїй машині, я весь час вів, але це нормально, я просто уникатиму дір, щоб ти спала прекрасно / я їду, проклинаючи свій уряд, за те, що  не використовують мої податки, щоб заповнити ями більшою кількістю цементу ".  

## Здобутки
Хоча дует знайшов епізодичний успіх на альтернативому радіо з Vessel і повільно набирав популярності, яка поширювалася за межами його рідного міста Коламбус, штат Огайо, "Tear in My Heart" вивів Twenty One Pilots на нові висоти, як провідний сингл для Blurryface . Пісня зайняла друге місце на американському чарті Billboard Alternative Songs у липні 2015 року. 

## Кліп
Музичний кліп на "Tear in my heart" режисер Марк Класфельд і знятий у Чайнатауні, Лос-Анджелес .   Поряд з обома членами групи у відеокліпі також з'являється дружина вокаліста Тайлера Джозефа Дженна Блек, з якою він одружився попереднього місяця.  Тайлер і Дженна разом тренували сцену бою для відео "Tear In My Heart".  В інтерв’ю « Alternative Press» Дженна згадувала: «Була справді пізня ніч, коли ми отримали сцену для відтворення бійки. Я впевнений, що люди навколо нашого готелю були такими: "Що вони там роблять?" "  Під час фактичної зйомки Тайлер сказав Дженні не хвилюватися і просто піти на це. Безумовно, були моменти, коли я відчувала, що вдарила його дуже сильно. Того дня він точно отримав синці ". 

## Концерт
Twenty one pilots завершили аншлаговий концерт у грецькому театрі в Лос-Анджелесі, штат Каліфорнія, живим виконанням "Tear In My Heart", перш ніж перейти на біс-спектаклі "Goner" і "Trees".  Дует бив бас-барабани, коли їх затримували вболівальники в ямі, перш ніж їх змітали зі сцени. 

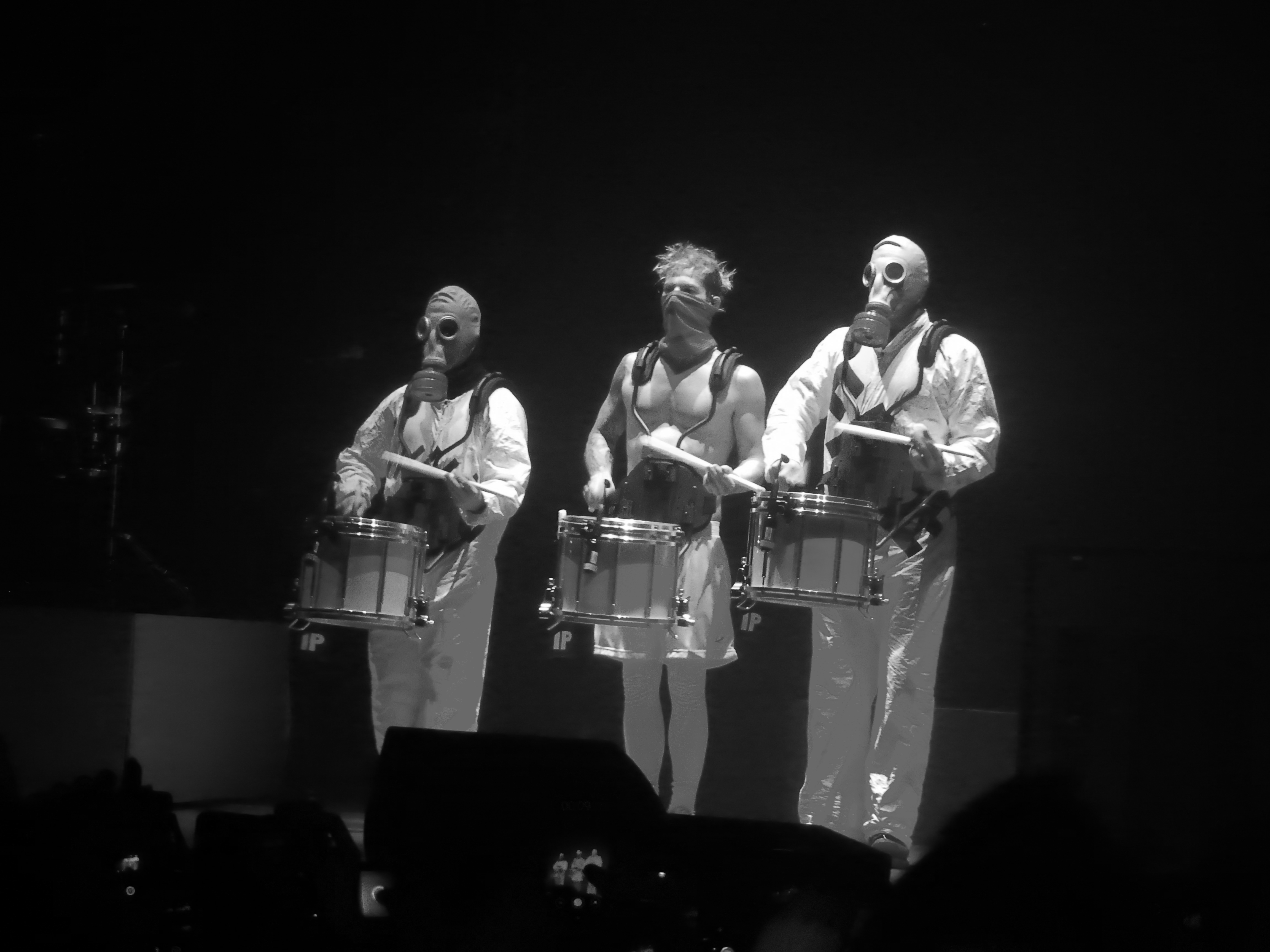
Так Lane boy представлявся на концертах

Twenty one pilots виконали ремікс Tear in My Heart від DJ SoySauce на своєму концерті Emotional Roadshow у Цинциннаті, штат Огайо, у формі барабанної лінії, яка складалася з Дана та двох інших чоловіків у костюмах хім-захисту поруч з ним. Це продовжували робити протягом усього туру.